# Monschau
Monschau (tot 1918: "Montjoie") is een plaats in de Duitse deelstaat Noordrijn-Westfalen, gelegen op een hoogte van ongeveer 420 meter in de Stadsregio Aken. Zij ligt aan de rand van de Eifel aan de bovenloop van de Roer (Duits: Rur). De stad telt 11.686 inwoners (31 december 2020) op een oppervlakte van 94,62 km². Op korte afstand liggen de plaatsen Simmerath, Schleiden, Hellenthal, Roetgen en het Belgische Eupen.

## Ligging

### Bestuurlijke indeling
Monschau was tot 1972 de hoofdplaats van het gelijknamige district. Dat jaar werd het district opgeheven en werden de omliggende dorpen bij de gemeente Monschau gevoegd. Zij vormen nu stadsdelen, hoewel ze op enkele kilometers afstand van Monschau liggen en veel hoger in de heuvels. De stadsdelen zijn:
- Höfen
- Imgenbroich
- Kalterherberg (met Ruitzhof)
- Konzen (met Rückschlag)
- Monschau
- Mützenich
- Rohren met Widdau

## Geschiedenis
Monschau werd voor het eerst vermeld in 1198 als Mons Ioci. De burcht ontstond vermoedelijk in de 13e eeuw en werd opgericht door de Hertog van Limburg als Castrum in Munioie. In 1352 kreeg de nederzetting bij de burcht stadsrechten. In 1433 ging het stadje over naar het Hertogdom Gulik.
In de late Middeleeuwen en de vroege moderne tijd werd het stadje in het algemeen Monjoye genoemd. In de Franse tijd (vanaf 1795) was het stadje een kantonhoofdplaats in het Roerdepartement en heette het Montjoie. Ten gevolge van de Dertigjarige Oorlog verduitste het stadje door de toevloed van protestantse Duitstalige vluchtelingen op zoek naar godsdienstvrijheid. Velen van hen waren werkzaam in de lakennijverheid. Ook vanuit Aken kwamen protestanten, nadat ze vanaf 1616 daar vervolgd werden.
Dit alles leidde ertoe dat de lakennijverheid in het stadje tot bloei kwam, waarbij onder meer de uit Aken gevluchte Arnold Schmitz een rol speelde. Daarnaast bracht ook Johann Heinrich Scheibler, afkomstig uit het Bergisches Land, de textielindustrie tot grote bloei. Het beroemde Rotes Haus stamt uit die tijd (1760).
Pas in 1918 veranderde het stadje onder keizerlijk bevel van Wilhelm II van naam. Sindsdien heet het officieel Monschau.
Het voormalige station Monschau ligt samen met de Vennbahn sinds het verdrag van Versailles niet op Duits maar Belgisch grondgebied.
Monschau is in 2020 vooral een toeristisch centrum met voorzieningen zoals hotels. De ligging in een diep dal langs de Roer, de historische architectuur en het vele groen maken Monschau populair bij toeristen. Het stadje kent een grote hoeveelheid vakwerkhuizen. Een van de bezienswaardige gebouwen is het eerdergenoemde Rode Huis (Rotes Haus). Daarnaast trekt Monschau toeristen die het Nationaal Park Eifel bezoeken.
De oude Franse oorlogskreet "Montjoie-Saint-Denis" verwijst niet naar de Franse naam van het stadje, maar naar het lijdensverhaal van bisschop Dionysius op de Montmartre bij Parijs.

## Bezienswaardigheden
- Tal van monumentale gebouwen, vakwerkhuizen en dergelijke in het historische stadscentrum.
- Haller, de ruïne van een oude 13e-eeuwse burcht
- Burg Monschau, de door de Hertogen van Gulik midden 14e eeuw gebouwde burcht.
- Slotkapel
- Aukirche (of Onze-Lieve-Vrouw-Onbevlekt-Ontvangenkerk) en Aukloster
- Onze-Lieve-Vrouw Geboortekerk van 1649
- Lutherse Stadskerk van 1787
- Rotes Haus van 1760, woning annex hoofdkantoor annex textielfabriek van de familie Scheibler, nu een museum.
- Haus Troisdorf van 1783, in Lodewijk XVI-stijl
- Watermolen aan Rurstraße 10

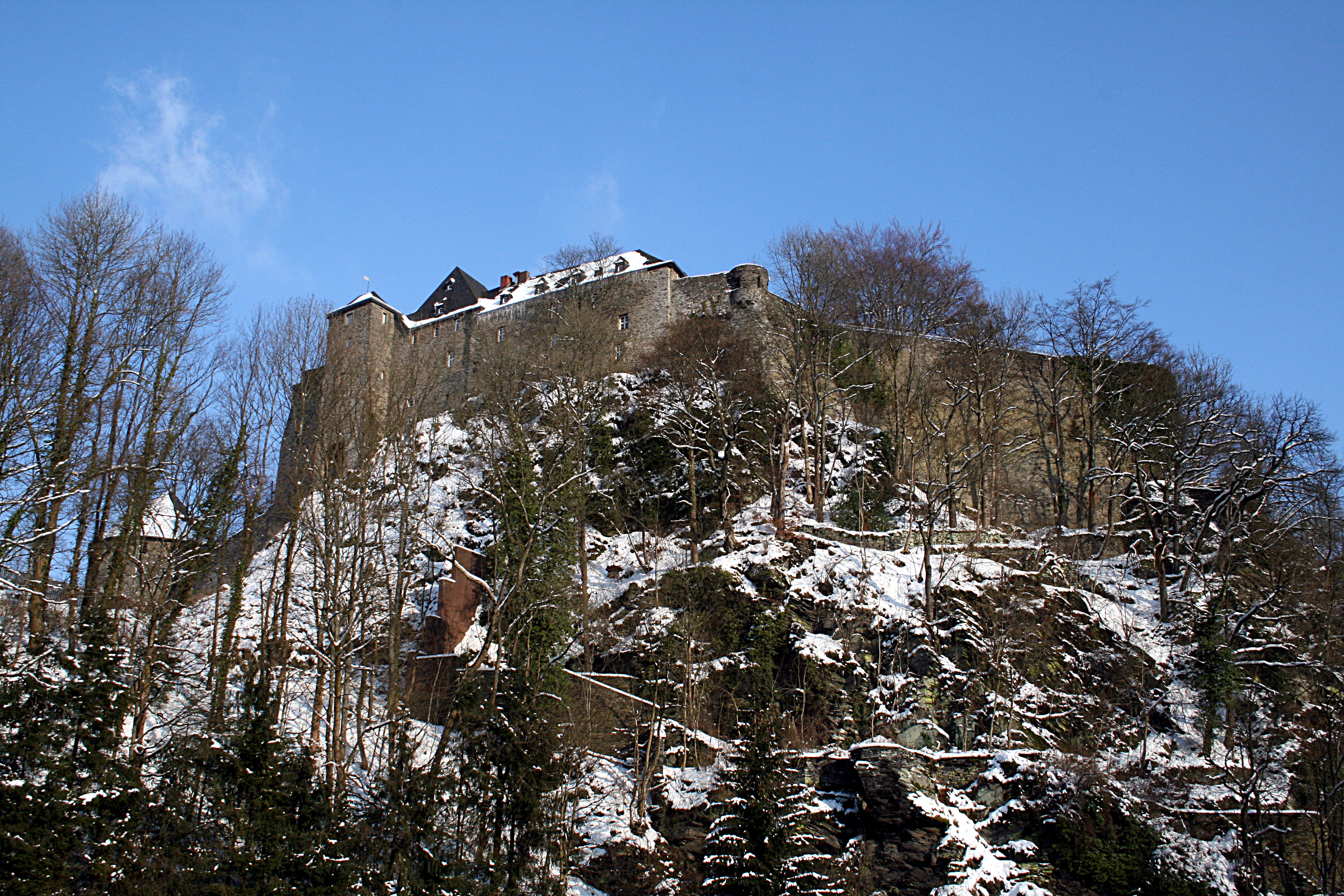
Het kasteel van de hertogen van Gulik uit de 14de eeuw
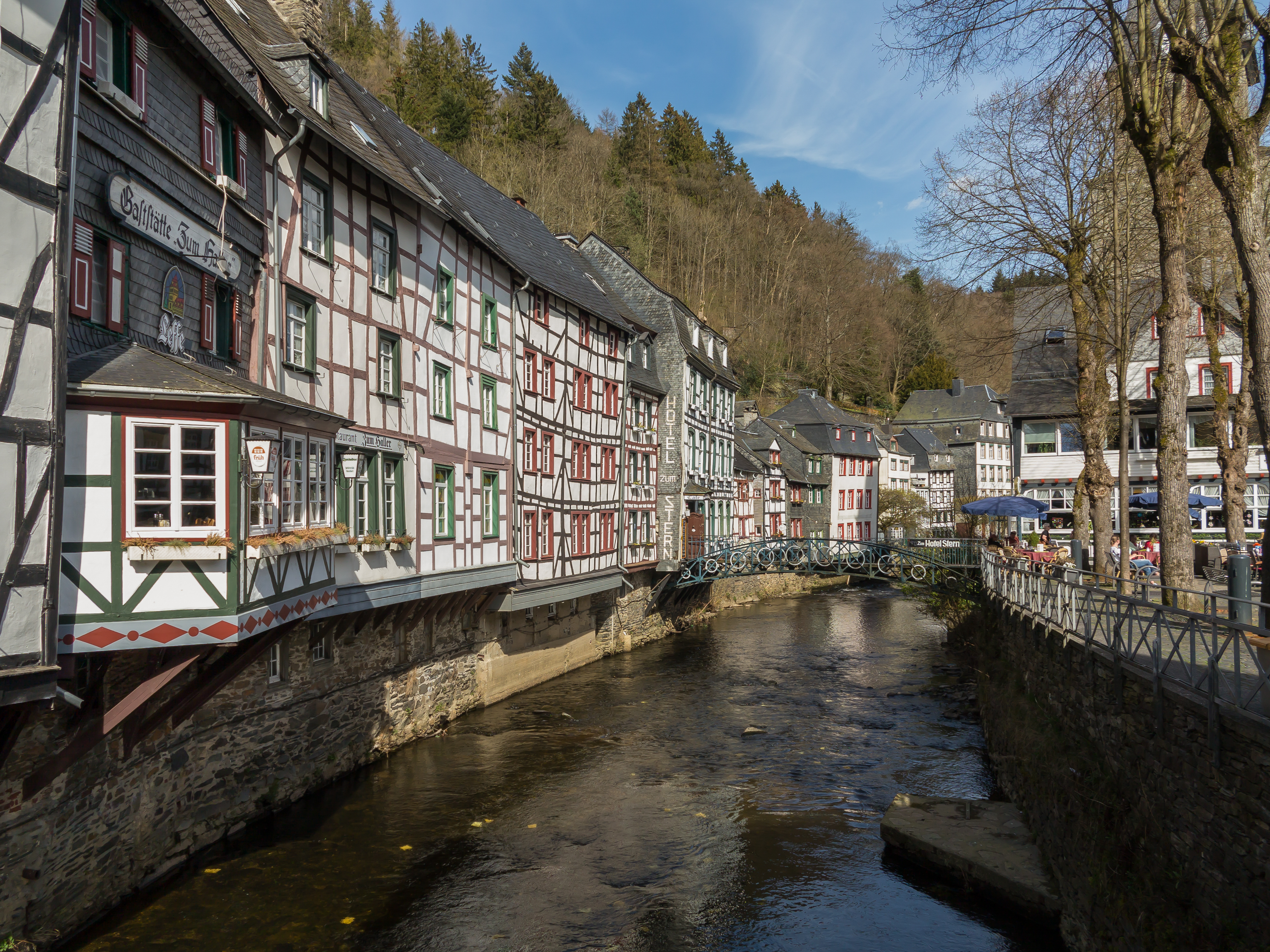
Historisch centrum aan de Roer
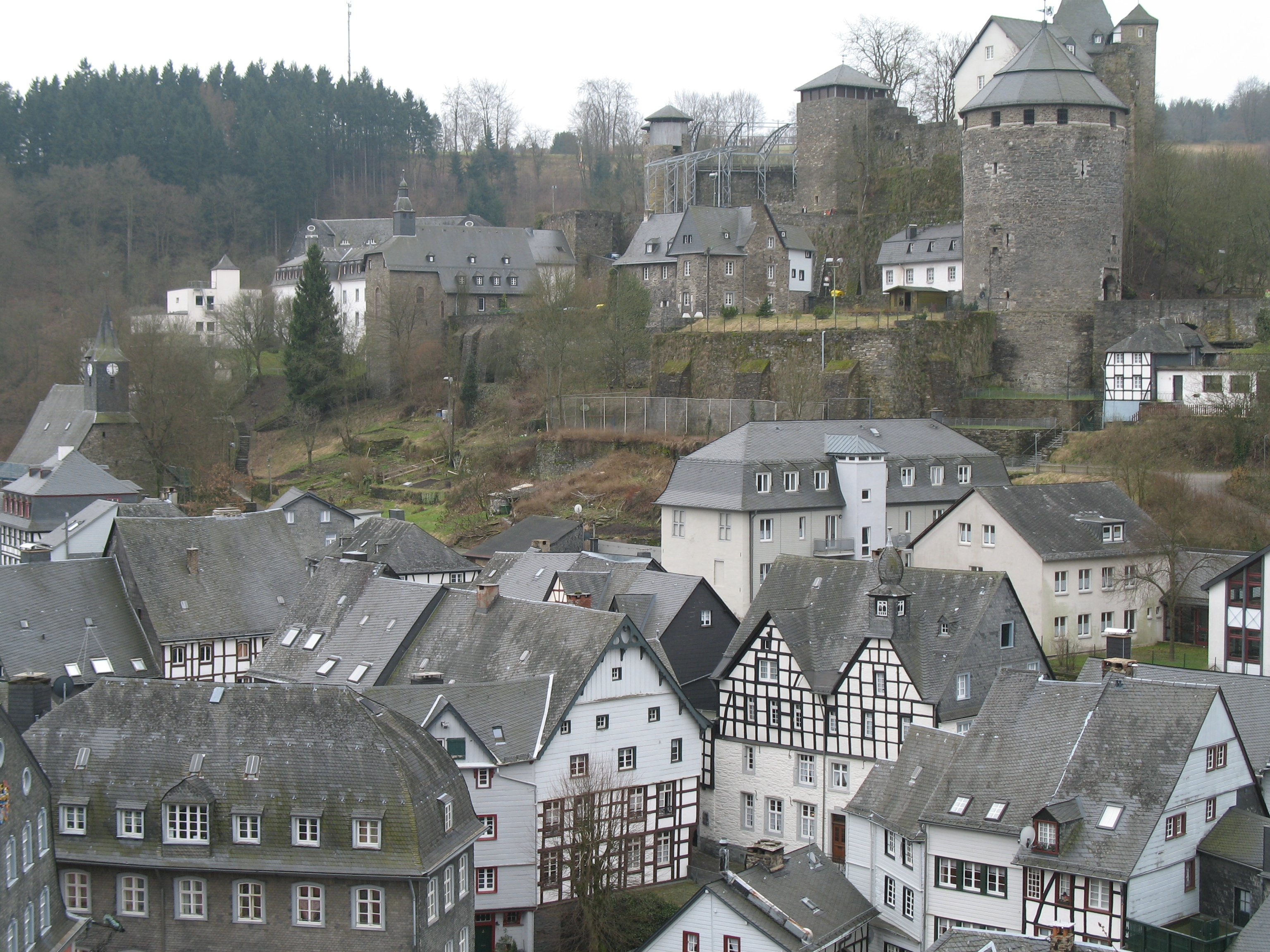
Gezicht op de stad
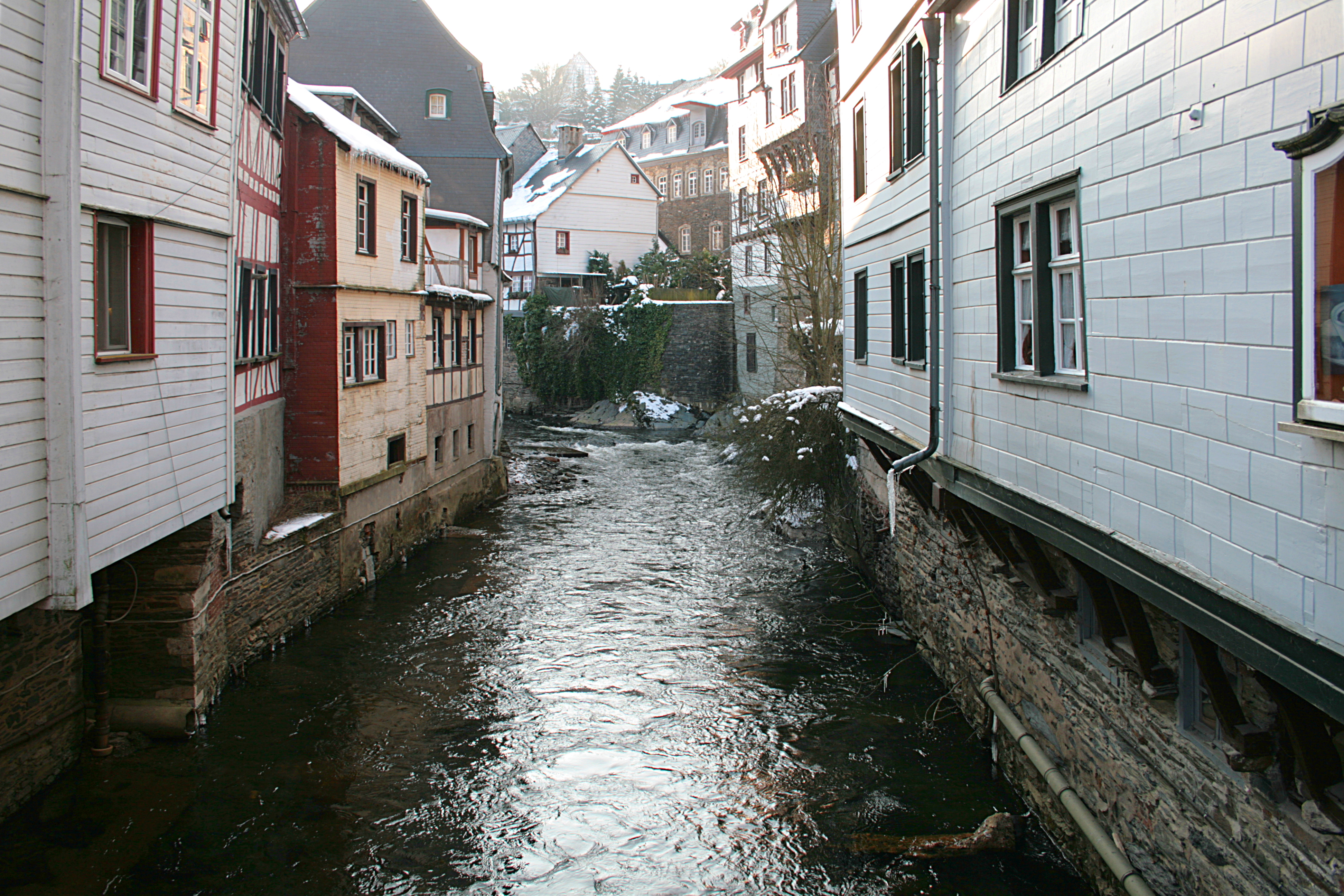
De Roer
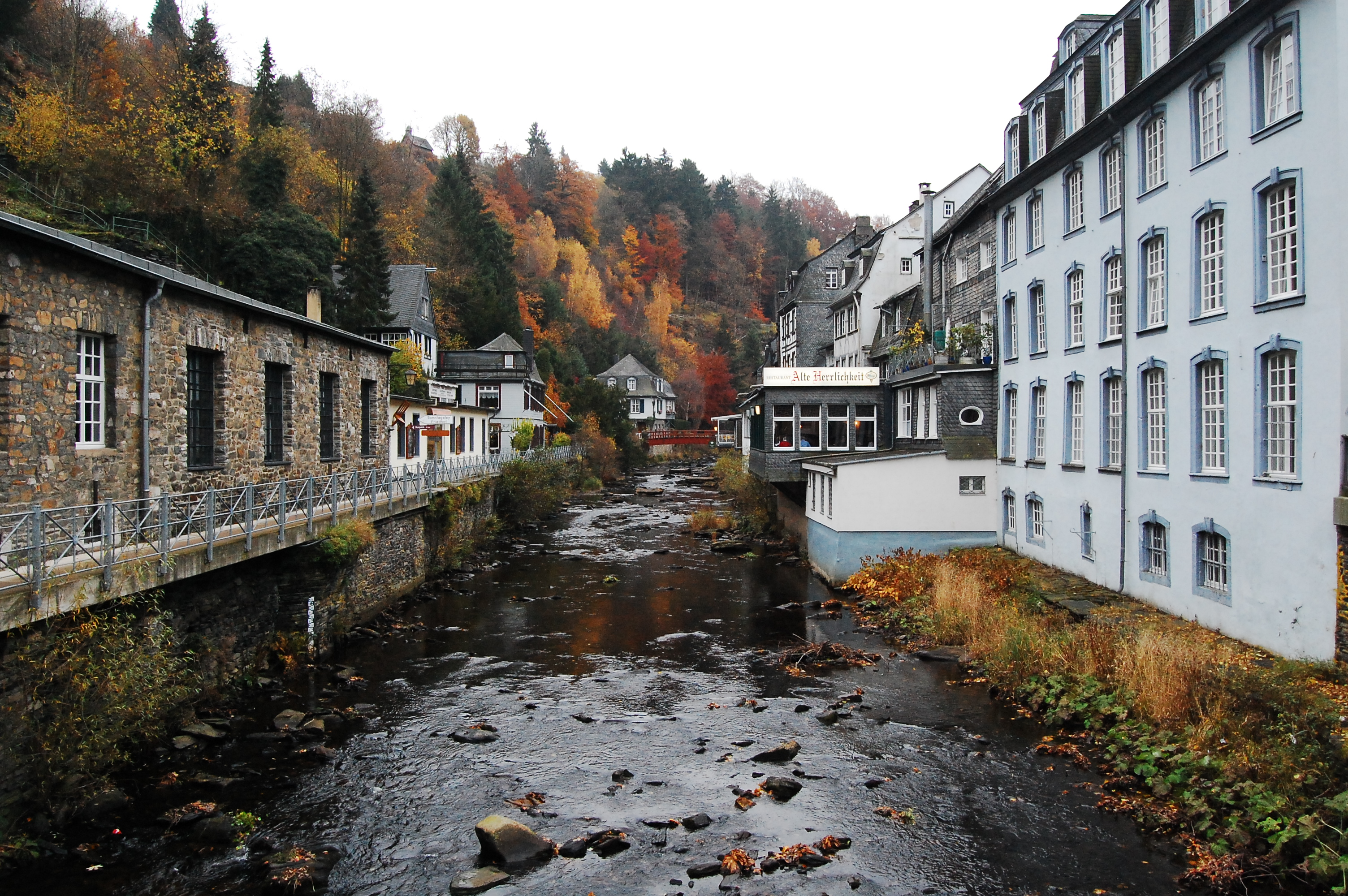
Zicht op de rivier
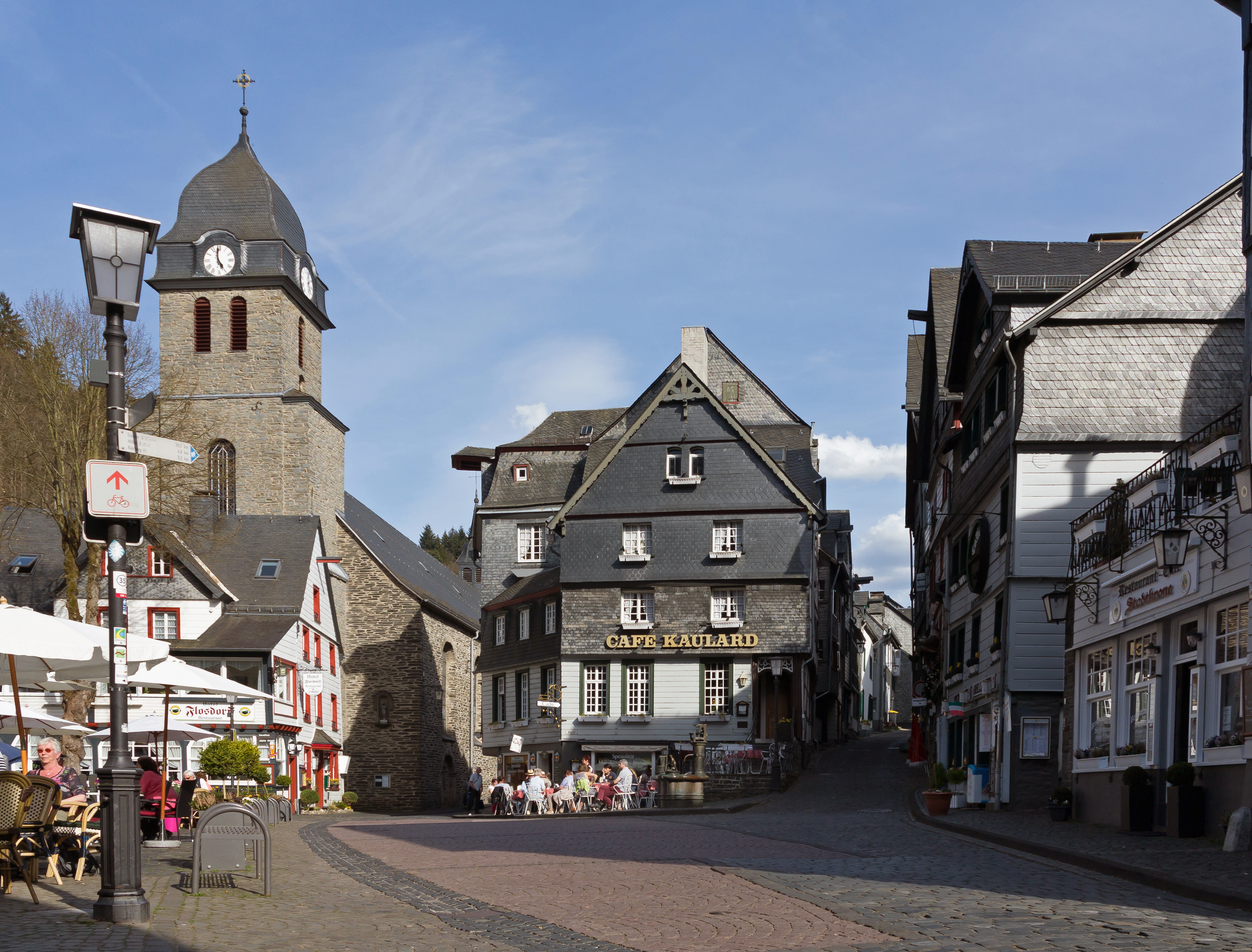
De rooms-katholieke kerk (1726-1751)
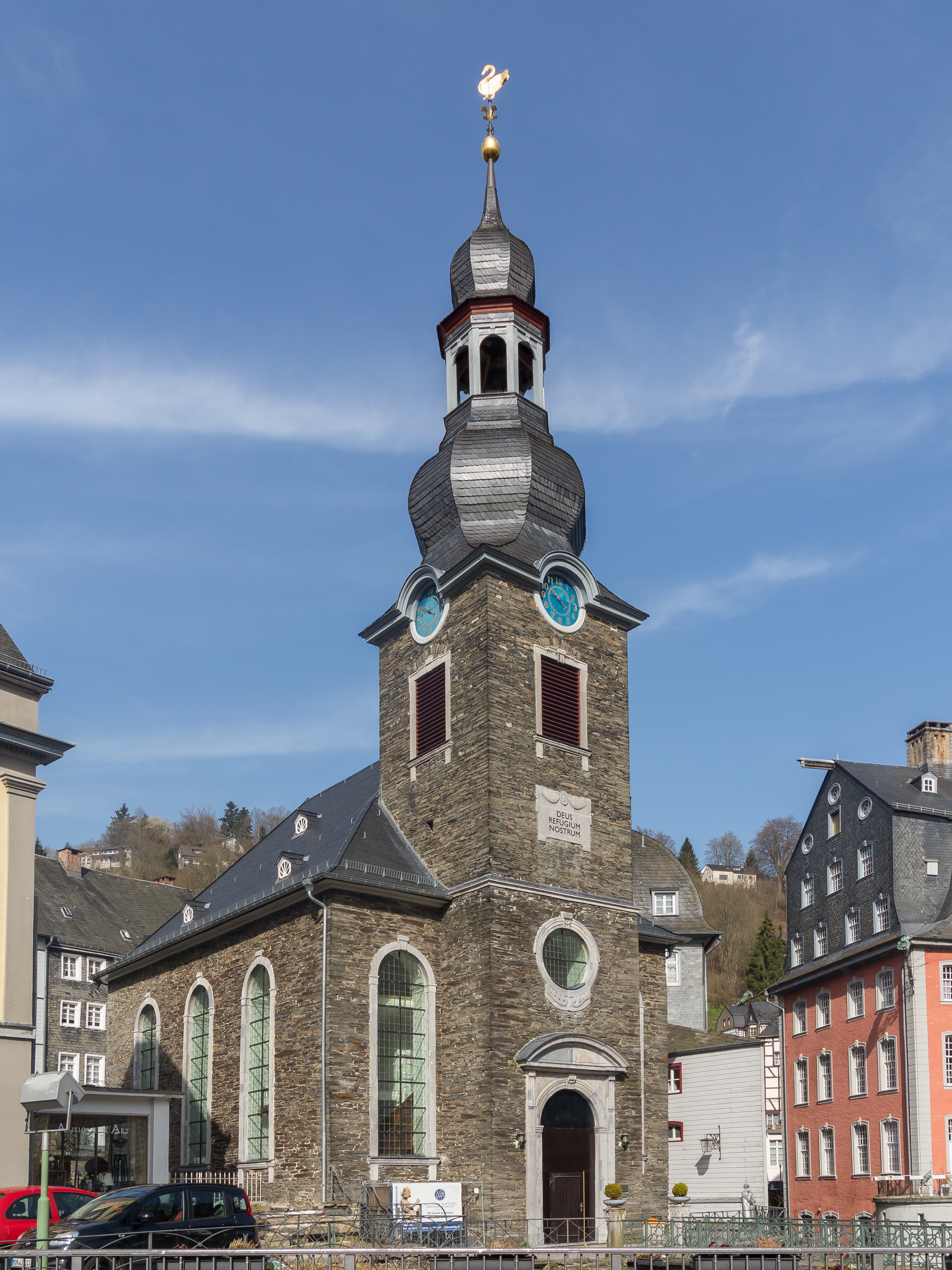
De evangelische kerk
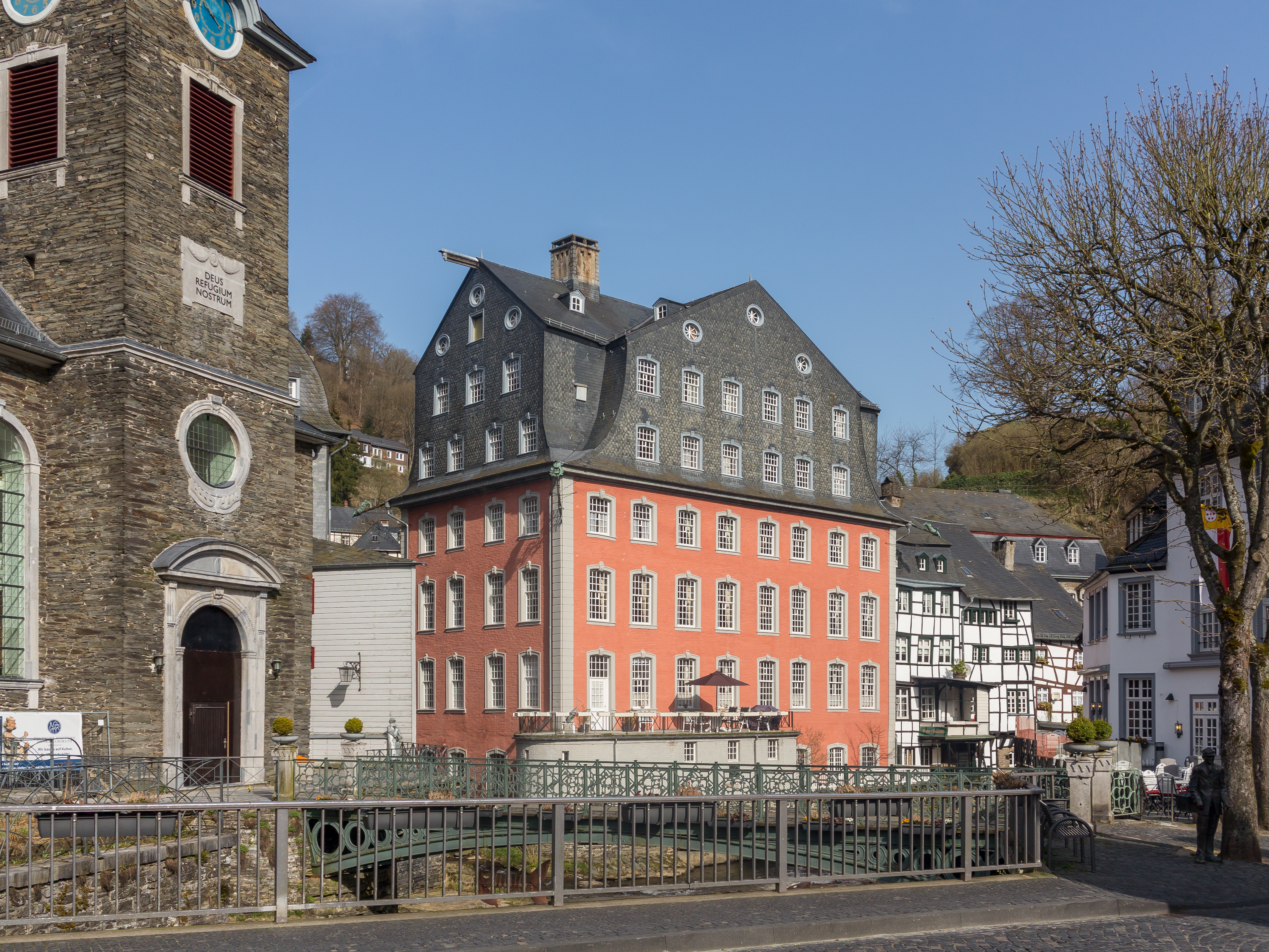
Das Rote Haus in straatzicht
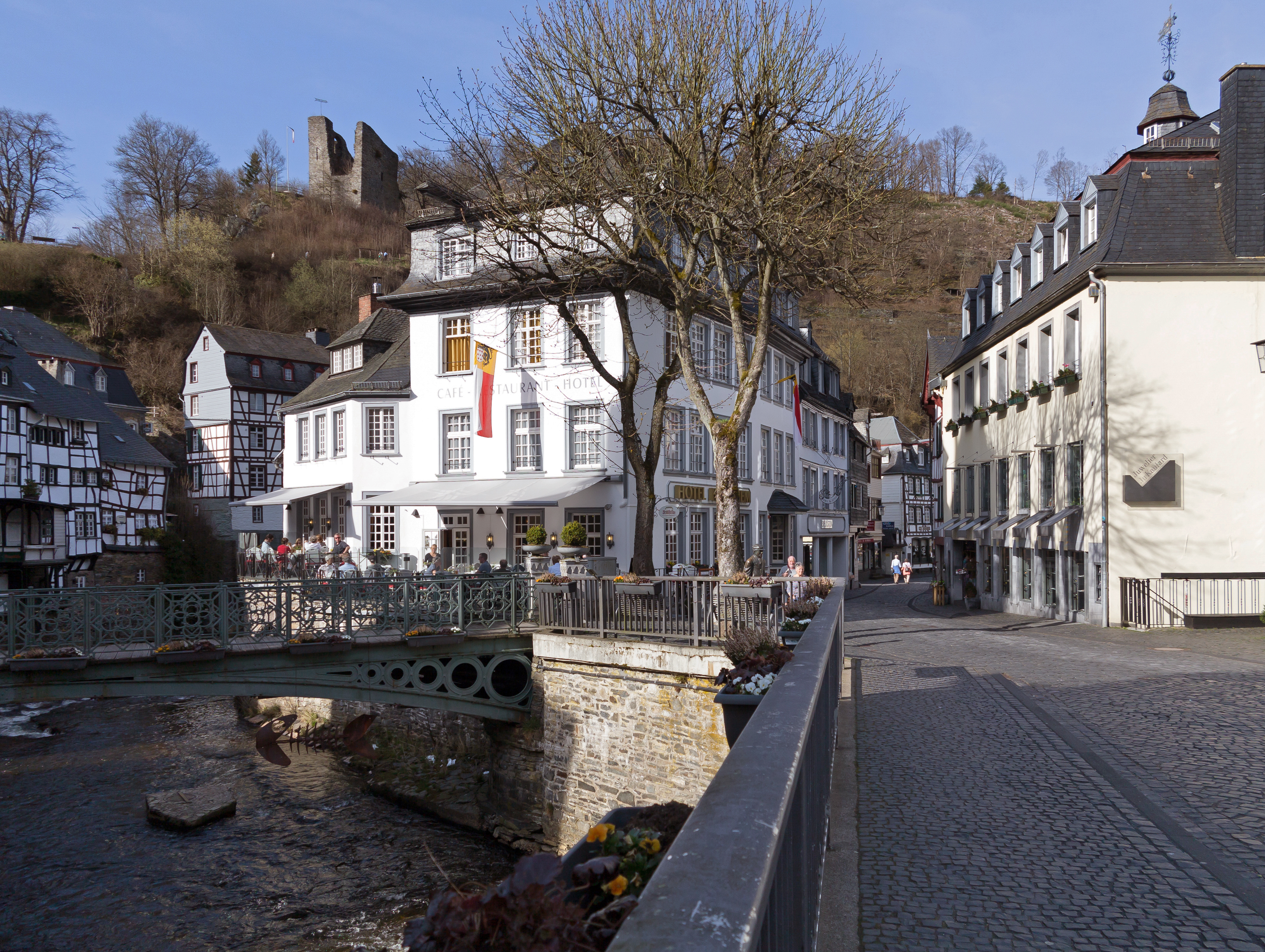
Hotel in straatzicht
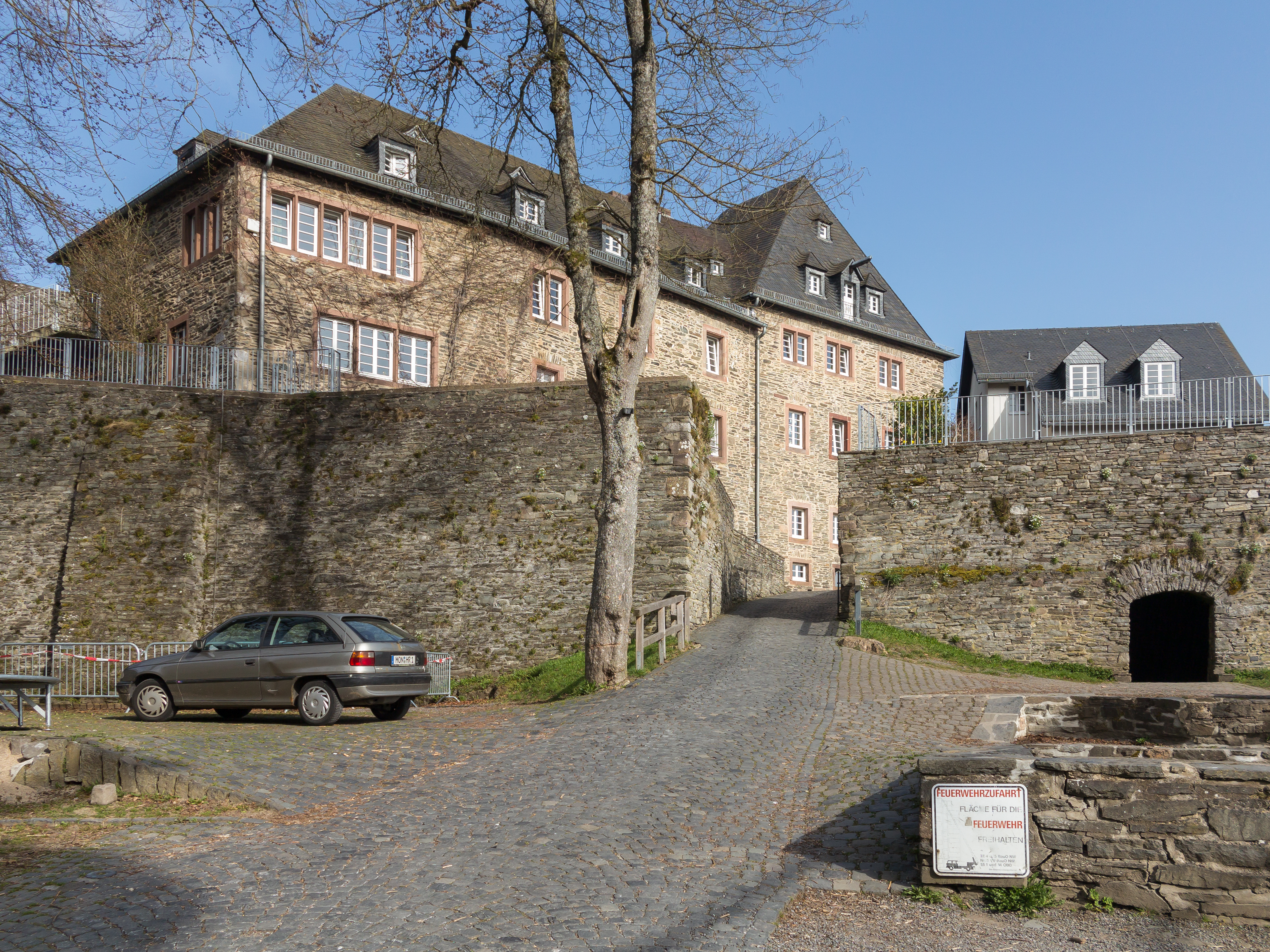
Burg Monschau
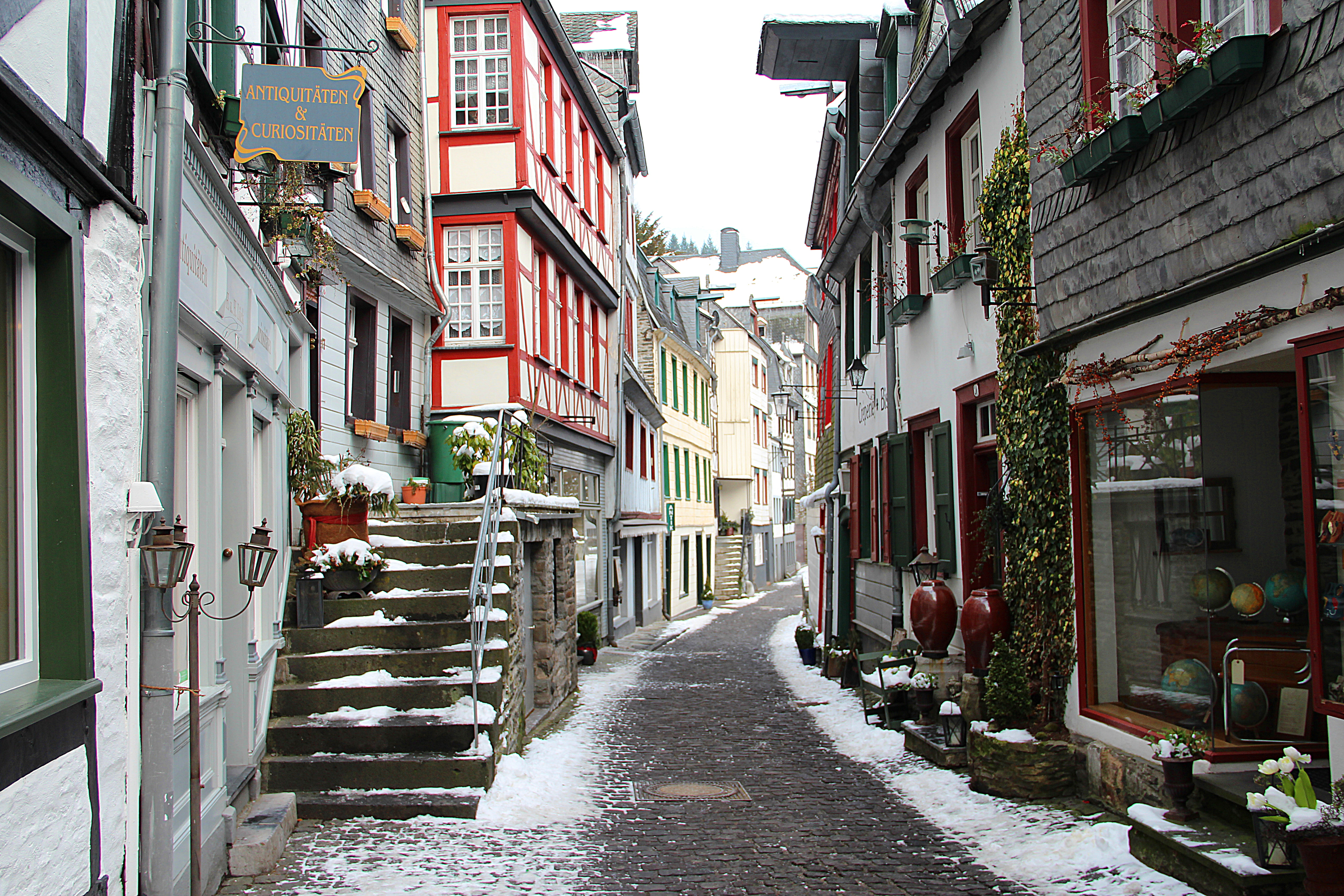
De Eschbachstraße
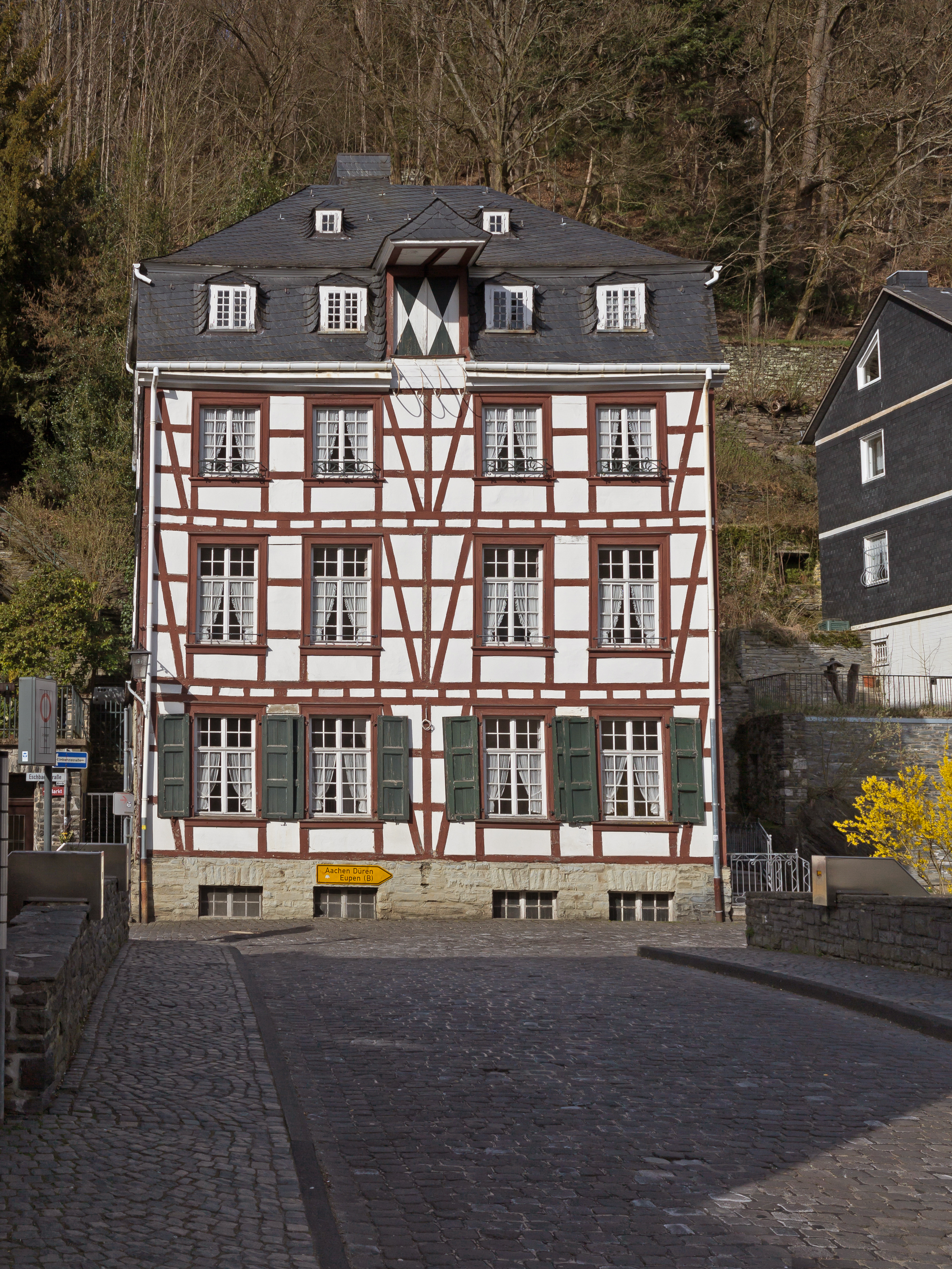
Vakwerkhuis aan de Eschbachstraße

## Natuur en landschap
Monschau ligt in het dal van de Roer op een hoogte van 517 meter. Een aantal andere riviertjes, zoals de Laufenbach, vloeien hier in de Roer. Het stadje wordt gedomineerd door de burcht, die op een hoogte ligt.

## Verkeer
Tussen Monschau en het dorp Mützenich ligt het voormalige station Monschau aan de vroegere spoorlijn 48 (of de Duitse spoorlijn 2572) als onderdeel van de voormalige Vennbahn.
Monschau staat via de Bundesstraße 258 in verbinding met Roetgen en Aken (noordwaarts) en Schleiden (zuidoostwaarts). Aan de Belgische kant van de grens gaat de N67 bijna twintig kilometer vrijwel kaarsrecht door de Hoge Venen, naar Eupen en verder naar Welkenraedt. De Bundesstraße 399 loopt naar Kalterherberg en gaat daarna als de N669 België in.
Monschau wordt omringd door een ringweg, die door de heuvels ver boven het stadscentrum loopt.
Per openbaar vervoer is Monschau bereikbaar per bus vanuit Aken en in het weekeinde ook vanaf Eupen.